# Aliens – Återkomsten
Aliens – Återkomsten (engelska: Aliens) är en amerikansk film (science fiction/skräck/actionfilm) som hade biopremiär i USA den 18 juli 1986, i regi av James Cameron.
Sigourney Weaver återvänder i huvudrollen som Ellen Ripley, den enda överlevande besättningsmedlemmen från händelserna i föregångaren Alien. Birollerna spelas av bland andra Michael Biehn, Carrie Henn, Paul Reiser, Lance Henriksen, Bill Paxton och Jenette Goldstein.
Filmens fokus på action var i kontrast mot Alien, som utspelade sig i stil med mer traditionella skräckfilmer. James Cameron var en stor beundrare av den första filmen och började tillsammans med David Giler diskutera möjligheterna till en uppföljare 1983, då produktionen av Terminator precis hade börjat. Efter att Terminator blev en stor succé fick Cameron grönt ljus av bolaget 20th Century Fox. Inspelningen skedde i England vid Pinewood Studios i Buckinghamshire och ett nedlagt kraftverk i Acton, London.
Aliens blev enormt framgångsrik bland både kritiker och biopublik. Filmen är vida ansedd som en av de bästa och mest inflytelserika actionfilmerna genom tiderna. Filmen nominerades till sju Oscars, där Weavers nominering för bästa kvinnliga huvudroll anses vara en milstolpe inom skräck och science fiction.

## Handling
Ellen Ripley, den enda överlevande från Nostromo, hittas efter har legat i hypersömn i 57 år. Hennes historia om det dödliga rymdmonstret möts med skepsis. Men efter några dagar förloras kontakten med en avlägsen planet som numera är bebodd. Ellen och ett gäng marinsoldater ska åka dit och rädda några människor som kanske fortfarande lever. Men när de är framme ligger allt i ruiner. Allt är söndersprängt, inget liv finns, alla är borta. Ellen hittar en liten flicka vid namn Newt som inte pratar om det som har hänt, bara om att alla är döda. När marinsoldaterna går ner till lägre våningar i byggnaden blir de attackerade av ett stort antal rymdmonster. Men de upptäcker något värre än bara rymdmonstren, alienmonstrens drottning.

## Om filmen
- Aliens – Återkomsten är den första av sammanlagt tre uppföljare till Ridley Scotts Alien från 1979.
- James Cameron gjorde ett medvetet val att ta Aliens i en helt annan riktning än Alien. Han kallade det för en krigsfilm, och i reklam fick filmen underrubriken "This time it's war".
- I en sekvens som togs bort från biofilmen får Ripley reda på att hennes dotter, Amanda Ripley, som var runt 10 år när hon lämnade jorden på den första resan, nu är död. Sekvensen finns dock med på vissa videoversioner.[7]
- I en annan sekvens som togs bort och som inte ens finns med i den förlängda versionen hittar Ripley Burke medan hon letar efter Newt. Burke ber Ripley om hjälp, men Ripley ger bara Burke en handgranat.[8]
- Skådespelaren som först skulle spela rollen som Hicks var James Remar. Han ersattes dock av Michael Biehn några dagar in i produktionen. Remar lämnade filmen på grund av åsiktsskillnader mellan honom och regissören och slutgiltiga droppen var att han hade åkt fast för droginnehav av den brittiska polisen, det kom senare fram att han hade kämpat med ett drogmissbruk under en längre tid, han kan fortfarande ses i den slutliga filmen, dock ses han endast bakifrån och det är nästan omöjligt att säga vem som är Remar.
- Karaktären Wierzbowski hade under 1990-talet, trots sina relativt få framträdanden i filmen, ett närmast kultartat följe.[9]
- Filmen hade Sverigepremiär 3 oktober 1986[10] i 70 mm kopia på biografen Rigoletto i Stockholm.

## Rollista (i urval)
| Sigourney Weaver  | – Lt. Ellen Ripley                |
| Michael Biehn     | – Cpl. Dwayne Hicks               |
| Paul Reiser       | – Carter J. Burke                 |
| Lance Henriksen   | – androiden Bishop                |
| Carrie Henn       | – Rebecca 'Newt' Jorden           |
| Bill Paxton       | – Pvt. W. Hudson                  |
| William Hope      | – Lt. S. Gorman                   |
| Jenette Goldstein | – Pvt. J. Vasquez                 |
| Al Matthews       | – Sgt. A. Apone                   |
| Mark Rolston      | – Pvt. M. Drake                   |
| Christopher Henn  | – Timmy Jorden (specialversionen) |
| Trevor Steedman   | – Pvt. Wierzbowski                |